# Wilmar Roldán
Wilmar Alexander Roldán Pérez, född 24 januari 1980 i Remedios, Antioquía, är en colombiansk fotbollsdomare. Roldán blev internationell Fifa-domare 2008.